# 1996-os MTV Movie Awards
A 1996-os MTV Movie Awards díjátadó ünnepségét 1996. június 8-án tartották a kaliforniai Walt Disney Studios-ban, a házigazda Ben Stiller és Janeane Garofalo volt. A műsort az MTV csatorna közvetítette.

## Díjazottak és jelöltek
A nyertesek a táblázat első sorában, félkövérrel vannak jelölve.
| Legjobb film | Leghumorosabb alakítás |
| --- | --- |
| - Hetedik - Apolló 13 - A rettenthetetlen - Spinédzserek - Veszélyes kölykök | - Jim Carrey – Ace Ventura 2.: Hív a természet - Chris Farley – Tommy Boy - Adam Sandler – Happy, a flúgos golfos - Alicia Silverstone – Spinédzserek - Chris Tucker – Végre péntek                                                               |
| Legjobb színész | Legjobb színésznő |
| - Jim Carrey – Ace Ventura 2.: Hív a természet - Mel Gibson – A rettenthetetlen - Tom Hanks – Apolló 13 - Denzel Washington – Az utolsó esély - Brad Pitt – 12 majom | - Alicia Silverstone – Spinédzserek - Sandra Bullock – Aludj csak, én álmodom - Michelle Pfeiffer – Veszélyes kölykök - Susan Sarandon – Ments meg, Uram! - Sharon Stone – Casino                                                                 |
| Legvonzóbb színész | Legvonzóbb színésznő |
| - Brad Pitt – Hetedik - Antonio Banderas – Desperado - Mel Gibson – A rettenthetetlen - Val Kilmer – Mindörökké Batman - Keanu Reeves – Pár lépés mennyország | - Alicia Silverstone – Spinédzserek - Sandra Bullock – Aludj csak, én álmodom - Nicole Kidman – Mindörökké Batman - Demi Moore – A skarlát betű - Michelle Pfeiffer – Veszélyes kölykök                                                           |
| Legjobb akciójelenet | Legjobb gonosz |
| - Bad Boys – Mire jók a rosszfiúk? - A rettenthetetlen - Rés a pajzson - Die Hard – Az élet mindig drága | - Kevin Spacey – Hetedik - Jim Carrey – Mindörökké Batman - Joe Pesci – Casino - Tommy Lee Jones – Mindörökké Batman - John Travolta – Rés a pajzson                                                                                              |
| Legjobb csók | Legjobb harc |
| - Natasha Henstridge és Anthony Guidera – A lény - Antonio Banderas és Salma Hayek – Desperado - Sophie Okonedo és Jim Carrey – Ace Ventura 2.: Hív a természet - Winona Ryder és Dermot Mulroney – A szerelem színei - Aitana Sánchez-Gijón és Keanu Reeves – Pár lépés mennyország | - Adam Sandler vs. Bob Barker – Happy, a flúgos golfos - John Travolta vs. Christian Slater – Rés a pajzson - Pierce Brosnan vs. Famke Janssen – Aranyszem - Jackie Chan vs. rosszfiúk – Balhé Bronxban                                           |
| Legjobb zenés pillanat | Legjobb duó |
| - "Sittin' Up In My Room" – Az igazira várva - "Gangsta's Paradise" – Veszélyes kölykök - "Exhale (Shoop Shoop)" – Az igazira várva - "Hold Me, Thrill Me, Kiss Me, Kill Me" – Mindörökké Batman - "Kiss From a Rose" – Mindörökké Batman                                            | - Chris Farley és David Spade – Tommy Boy - Martin Lawrence és Will Smith – Bad Boys – Mire jók a rosszfiúk? - Ice Cube és Chris Tucker – Végre péntek - Brad Pitt és Morgan Freeman – Hetedik - Tom Hanks és Tim Allen – Toy Story – Játékháború |
| Áttörő előadás | Legjobb filmbeli szendvics |
| - George Clooney – Alkonyattól pirkadatig - Sean Patrick Flanery – Arc - Natasha Henstridge - A lény - Lela Rochon - Az igazira várva - Chris Tucker - Végre péntek | - Füst - Négy szoba - Végre péntek |
| Legjobb új filmkészítő | Életműdíj |
| - Wes Anderson - Petárda | - Godzilla |